# Екберт I (Майсен)
Екберт I (на немски: Ekbert I. von Meißen; * ок. 1036; † 11 януари 1068) от род Брунони, е от 1038 г. граф на Брауншвайг и от 1067 г. маркграф на Майсен.

## Биография
Той е син на Людолф († 1038) и Гертруда от Фризия († 1077), сестра на папа Лъв IX. Брат е на Бруно II и на Матилда, която се омъжва 1043 г. за Анри I, крал на Франция (Капетинги).
Въпреки че е близък роднина със салическата владетелска фамилия, Екберт участва през 1062 г. в отвличането на малолетния крал Хайнрих IV при държавния преврат от Кайзерсверт. През 1067 г. Екберт получава Маркграфство Майсен.
Екберт I се жени през 1058 г. за Ирмгард (Имила) от Торино († 3 декември 1077 – 29 април 1078), дъщеря на Оделрик Манфред II, маркграф на Торино (от род Ардуини) и Берта, дъщеря на маркграф Оберто от род Отбертини. Ирмгард е вдовица на Ото III, херцог на Швабия († 28 септември 1057), с когото има пет дъщери. Тя е леля чрез сестра си Аделхайд на императрица Берта Савойска, съпруга на император Хайнрих IV.
Екберт I е наследен в Майсен от сина му Екберт II.

## Деца
Екберт I и Ирмгард са родители на:
- Екберт II († 1090), маркграф на Майсен; ∞ за Ода от Орламюнде
- Гертруда († 1117), ∞ I за Дитрих от Катленбург († 1085); II за Хайнрих Дебели от Графство Нортхайм († 1101); III за Хайнрих I от Майсен († 1103). След смъртта на нейния бездетен брат, Екберт II, през 1090 г. собствеността на Бруноните около Брауншвайг е наследена от Гертруда, която има дъщеря Рихенза Нортхаймска († 1141), която се омъжва през 1100 г. за бъдещия император Лотар III (Суплинбурги).